# Torres Calcio 1989-1990
Questa voce raccoglie le informazioni riguardanti la Torres Calcio nelle competizioni ufficiali della stagione 1989-1990.

## Rosa
| N. |                   | Ruolo | Calciatore             |
| -- | ----------------- | ----- | ---------------------- |
|    | Italia (bandiera) | A     | Carlo Borghi           |
|    | Italia (bandiera) | C     | Enrico Buonocore       |
|    | Italia (bandiera) | C     | Silvio Casonato        |
|    | Italia (bandiera) | D     | Angelo Del Favero      |
|    | Italia (bandiera) | D     | Claudio Di Francesco   |
|    | Italia (bandiera) | D     | Giovanni Di Rocco      |
|    | Italia (bandiera) | C     | Lucio Sergio Dossena   |
|    | Italia (bandiera) | D     | Sandro Loi             |
|    | Italia (bandiera) | C     | Massimiliano Maddaloni |
|    | Italia (bandiera) | D     | Paolo Mazzeni          |

| N. |                   | Ruolo | Calciatore         |
| -- | ----------------- | ----- | ------------------ |
|    | Italia (bandiera) | A     | Francesco Micciola |
|    | Italia (bandiera) | C     | Marino Palese      |
|    | Italia (bandiera) | P     | Sergio Pinna       |
|    | Italia (bandiera) | D     | Giovanni Rosucci   |
|    | Italia (bandiera) | C     | Antonio Talevi     |
|    | Italia (bandiera) | C     | Michele Tamponi    |
|    | Italia (bandiera) | A     | Walter Tolu        |
|    | Italia (bandiera) | C     | Roberto Verdicchio |
|    | Italia (bandiera) | C     | Aurelio Zamparutti |

## Risultati

### Serie C1

#### Girone di andata
| 17 settembre 1989 1ª giornata | Giarre | 1 – 0 | Torres |  |

| 24 settembre 1989 2ª giornata | Torres | 0 – 0 | Palermo |  |

| 1º ottobre 1989 3ª giornata | Ternana | 1 – 1 | Torres |  |

| 8 ottobre 1989 4ª giornata | Torres | 0 – 0 | Casertana |  |

| 15 ottobre 1989 5ª giornata | Taranto | 1 – 0 | Torres |  |

| 22 ottobre 1989 6ª giornata | Torres | 0 – 0 | Monopoli |  |

| 29 ottobre 1989 7ª giornata | Salernitana | 3 – 0 | Torres |  |

| 5 novembre 1989 8ª giornata | Torres | 0 – 0 | Perugia |  |

| 12 novembre 1989 9ª giornata | Brindisi | 0 – 0 | Torres |  |

| 19 novembre 1989 10ª giornata | Torres | 0 – 0 | Catania |  |

| 26 novembre 1989 11ª giornata | Siracusa | 4 – 1 | Torres |  |

| 19 dicembre 1989 12ª giornata | Torres | 0 – 1 | Francavilla |  |

| 10 dicembre 1989 13ª giornata | Casarano | 2 – 2 | Torres |  |

| 17 dicembre 1989 14ª giornata | Sambenedettese | 0 – 0 | Torres |  |

| 30 dicembre 1989 15ª giornata | Torres | 1 – 1 | Fidelis Andria |  |

| 7 gennaio 1990 16ª giornata | Torres | 1 – 1 | Campania Puteolana |  |

| 14 gennaio 1990 17ª giornata | Ischia Isolaverde | 1 – 0 | Torres |  |

#### Girone di ritorno
| 28 gennaio 1990 18ª giornata | Torres | 2 – 2 | Giarre |  |

| 4 febbraio 1990 19ª giornata | Palermo | 1 – 0 | Torres |  |

| 11 febbraio 1990 20ª giornata | Torres | 1 – 1 | Ternana |  |

| 18 febbraio 1990 21ª giornata | Casertana | 3 – 1 | Torres |  |

| 4 marzo 1990 22ª giornata | Torres | 0 – 0 | Taranto |  |

| 11 marzo 1990 23ª giornata | Monopoli | 1 – 0 | Torres |  |

| 18 marzo 1990 24ª giornata | Torres | 0 – 0 | Salernitana |  |

| 25 marzo 1990 25ª giornata | Perugia | 0 – 0 | Torres |  |

| 1º aprile 1990 26ª giornata | Torres | 5 – 0 | Brindisi |  |

| 8 aprile 1990 27ª giornata | Catania | 1 – 1 | Torres |  |

| 14 aprile 1990 28ª giornata | Torres | 1 – 1 | Siracusa |  |

| 29 aprile 1990 29ª giornata | Francavilla | 1 – 1 | Torres |  |

| 6 maggio 1990 30ª giornata | Torres | 2 – 0 | Casarano |  |

| 13 maggio 1990 31ª giornata | Torres | 1 – 0 | Sambenedettese |  |

| 20 maggio 1990 32ª giornata | Fidelis Andria | 0 – 0 | Torres |  |

| 27 maggio 1990 33ª giornata | Campania Puteolana | 2 – 0 | Torres |  |

| 3 giugno 1990 34ª giornata | Torres | 2 – 0 | Ischia Isolaverde |  |